# Cioccoshow

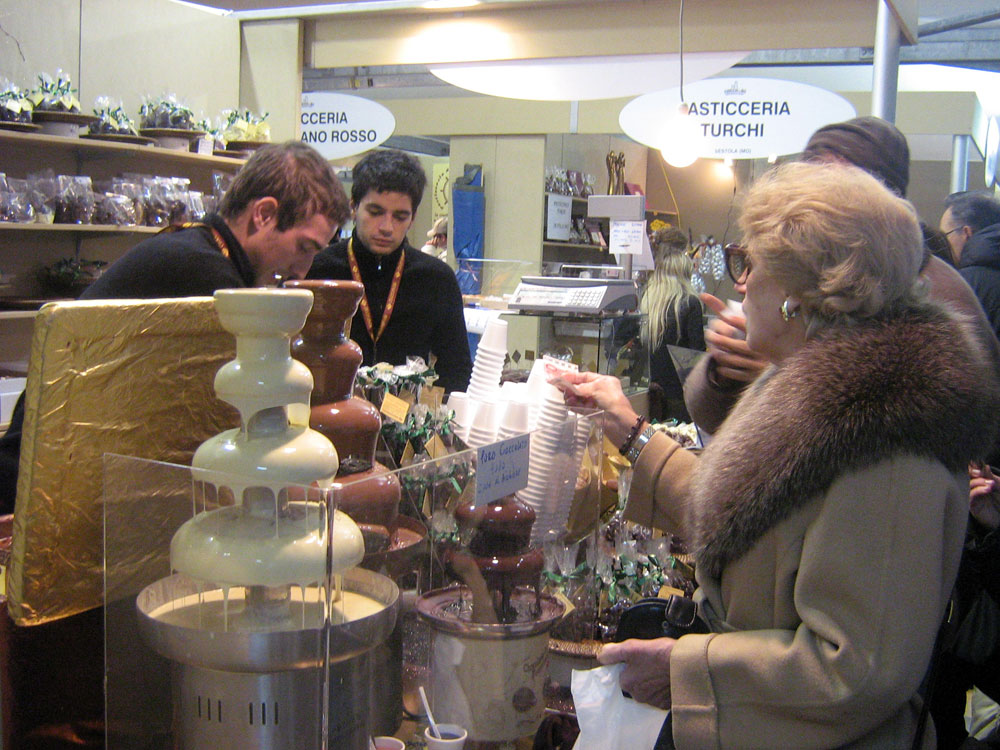
Fuentes de chocolate líquido. Cioccoshow 2007.

Cioccoshow es una feria gastronómica centrada en el chocolate que se celebra anualmente en Bolonia, Italia.

## Concepto
Se trata de una feria de carácter anual llevada a cabo en noviembre, cuyo tema central es el chocolate. Su primera celebración fue en el año 2005, y desde entonces cada año supera el número de visitantes del anterior. El eje central de este encuentro es la Piazza Maggiore (Plaza Mayor) de Bolonia, en la cual se colocan varias carpas con stands de artesanos y tiendas de chocolate de toda Italia. Además, otras plazas de menor entidad también cuentan con stands de venta y degustación.
No se trata de un encuentro únicamente para el consumidor, sino también para los profesionales del sector. Así, durante los días en los que se desarrolla la feria se llevan a cabo catas y degustaciones de corte "artesanal" en las cuales se muestran las últimas tendencias del sector.

## Polémica de 2007

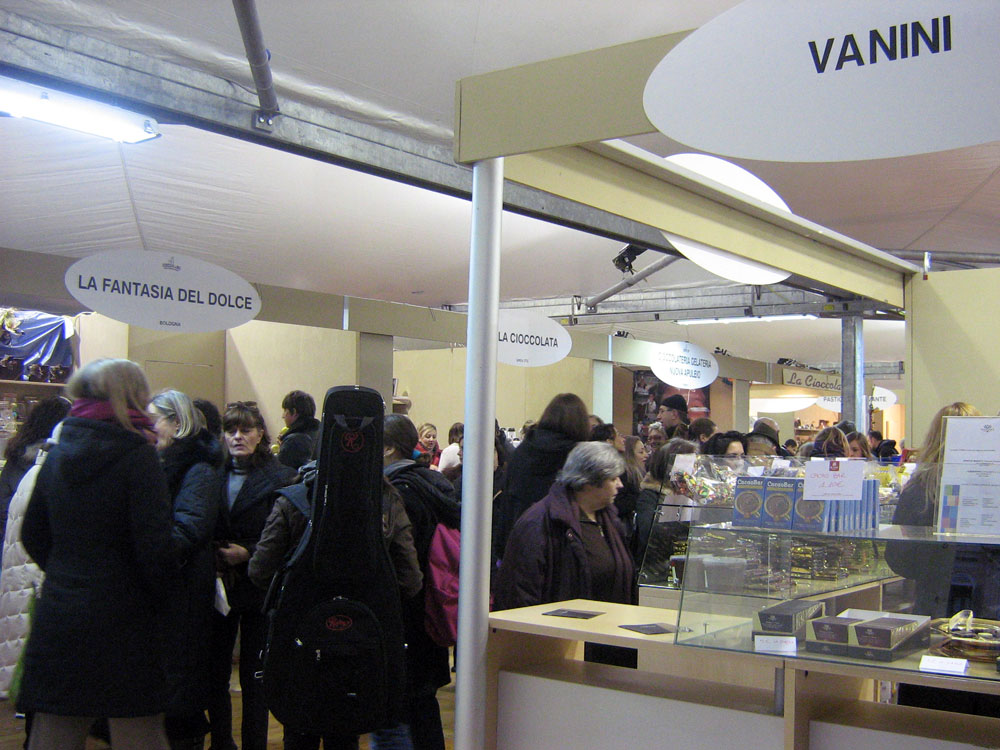
Stands de la feria. Cioccoshow 2007.

La edición de 2007 tuvo un pequeño incidente polémico, que fue recogido por los periódicos locales. Algunos stands tenían entre sus productos diversos objetos de chocolate relacionados con temas sexuales, como falos o un kamasutra. Los sectores más conservadores se mostraron en contra, y todo ello repercutió en la prensa.

## Enlaces
- Página oficial de Cioccoshow

- Datos: Q3677383